# Da'îf
Da'îf (en arabe : ضعيف) est un terme qualificatif qui signifie « faible ». C’est le terme consacré pour désigner un des degrés de véracité du hadith. 
En terminologie des sciences du hadith, il désigne une tradition orale dont la transmission est jugée douteuse ou le contenu est suspect.